# Truman E. Boudinot
Truman Everett Boudinot  (* 2. September 1895 in Hamilton, Marion County, Iowa; † 11. Dezember 1945 in Arlington, Arlington County, Virginia) war ein Brigadegeneral der United States Army. Er war unter anderem Kommandeur der 3. Panzerdivision.
Truman Boudinot war ein Sohn von George Arthur Boudinot und dessen Frau Eva Margaret Tower. Er studierte zunächst an der University of California das Fach Bauarchitektur (civil engineering). Im Jahr 1917 trat er angesichts des amerikanischen Eintritts in den Ersten Weltkrieg dem US-Heer bei, wo er in das Offizierskorps aufgenommen wurde. In der Armee durchlief er anschließend alle Offiziersränge vom Leutnant bis zum Brigadegeneral.
Im Lauf seiner militärischen Karriere absolvierte Truman Boudinot verschiedene Kurse und Schulungen. Dazu gehörten unter anderem der Cavalry School troop officers course (1920), der Infantry School advanced course (1928) und das Command and General Staff College (1937).
In seinen jüngeren Jahren absolvierte er den für Offiziere in den niederen Rangstufen üblichen Dienst in verschiedenen Einheiten und Standorten. Dazu gehörten auch Aufgaben als Stabsoffizier in verschiedenen Hauptquartieren. Während des Ersten Weltkriegs war Boudinot mit dem 8. Kavallerieregiment an der mexikanischen Grenze eingesetzt. Dort tat er in den Jahren 1917 bis 1919 Dienst. In den Jahren 1922 und 1923 diente er in der Flugabteilung (Army Air Service), einem frühen Vorläufer der United States Air Force, und danach bis 1927 im Signal Corps in Fort Sam Houston. Ab 1925 war er mit diesem Corps auf den Philippinen stationiert. Boudinot war damals auch als Ballonfahrer und im militärischen Wetterdienst tätig. In Fort Sam Houston war er an der Errichtung der ersten Wetterstation auf dem Kelley Field beteiligt.
In den 1930er Jahren setze er seine Offizierslaufbahn fort. In den Jahren 1937 bis 1940 diente er im 13. Kavallerieregiment in Fort Knox. In jener Zeit erfolgte die Umstellung der Kavallerieeinheiten von klassischen mit Pferden ausgerüsteten Reitertruppen zu Panzereinheiten. Anschließend wurde Boudinot ebenfalls in Fort Knox Ausbildungsoffizier für Panzertruppen. Diese Funktion bekleidete er bis zum Jahr 1942. In diese Zeit fiel der amerikanische Eintritt in den Zweiten Weltkrieg. Anschließend erhielt er das Kommando über das 32. Panzerregiment, mit dem er ab Juni 1944 in der Normandie eingesetzt war. Wenig später erhielt Boudinot das Kommando über eine Brigade der 3. Panzerdivision (Combat Command B). Mit dieser Einheit war er am erfolgreichen Vormarsch der Division in Nordfrankreich bis nach Deutschland beteiligt. Er behielt sein Kommando bis zum Juni 1945. Anschließend wurde er für wenige Wochen bis Juli 1945 Kommandeur der 3. Panzerdivision. Zwischen dem 6. September und dem 18. September 1945 kommandierte Boudinot für wenige Tage die 7. Panzerdivision. Anfang Dezember 1945 schied er aus dem Militärdienst aus. Nur einige Tage später verstarb er. Er wurde auf dem amerikanischen Nationalfriedhof Arlington beigesetzt. Boudinot war mit Lolita Margaret Sargent (1895–1975) verheiratet, mit der er zwei Kinder hatte.

## Orden und Auszeichnungen
Boudinot erhielt im Lauf seiner militärischen Laufbahn unter anderem folgende Auszeichnungen:
- Distinguished Service Medal (posthum)
- Silver Star
- Legion of Merit
- Bronze Star Medal
- Air Medal
- Mexican Service Medal
- Orden der Ehrenlegion (Frankreich)
- Croix de Guerre (Frankreich)